# Rouladennadel

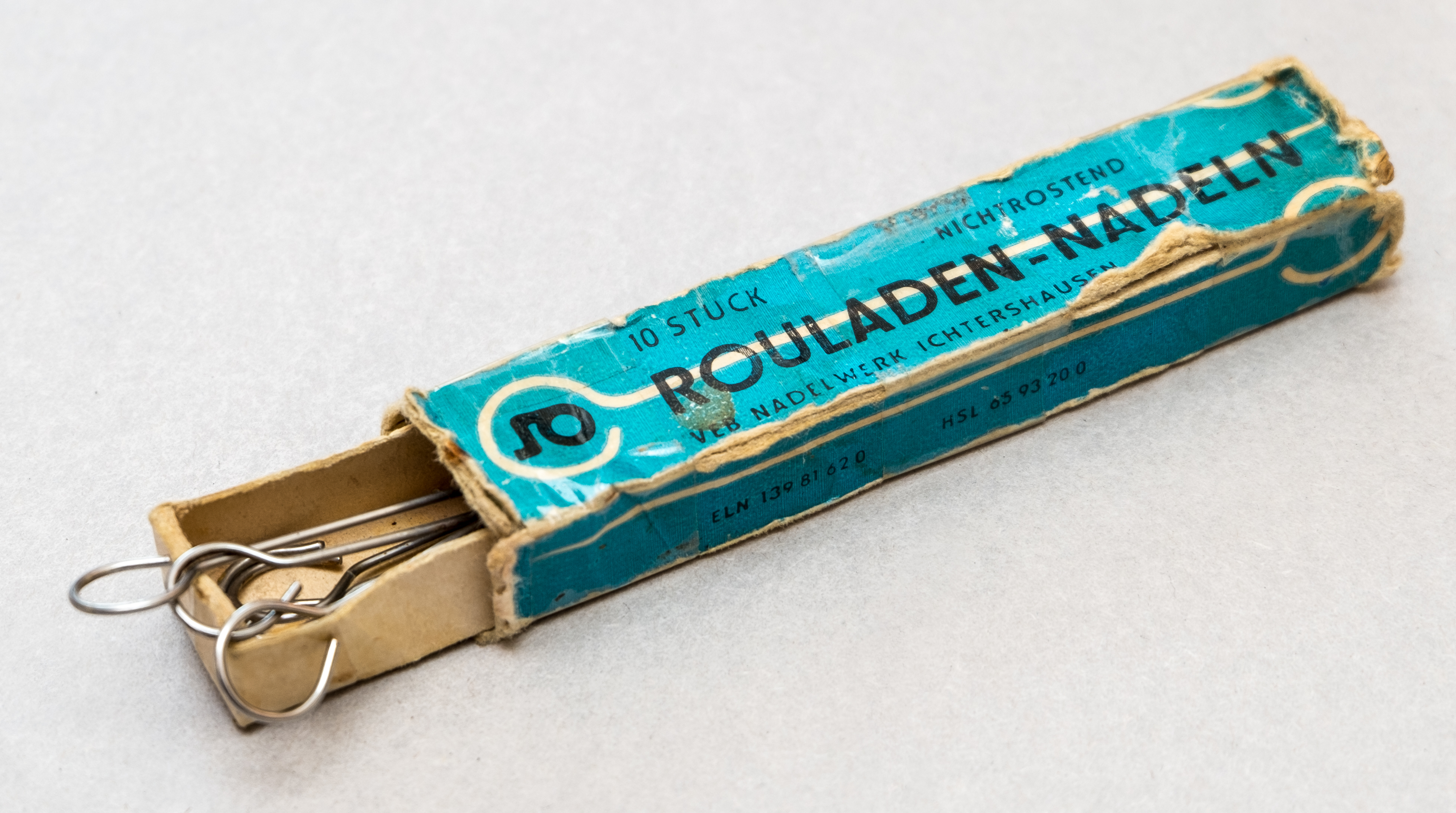
Rouladennadeln

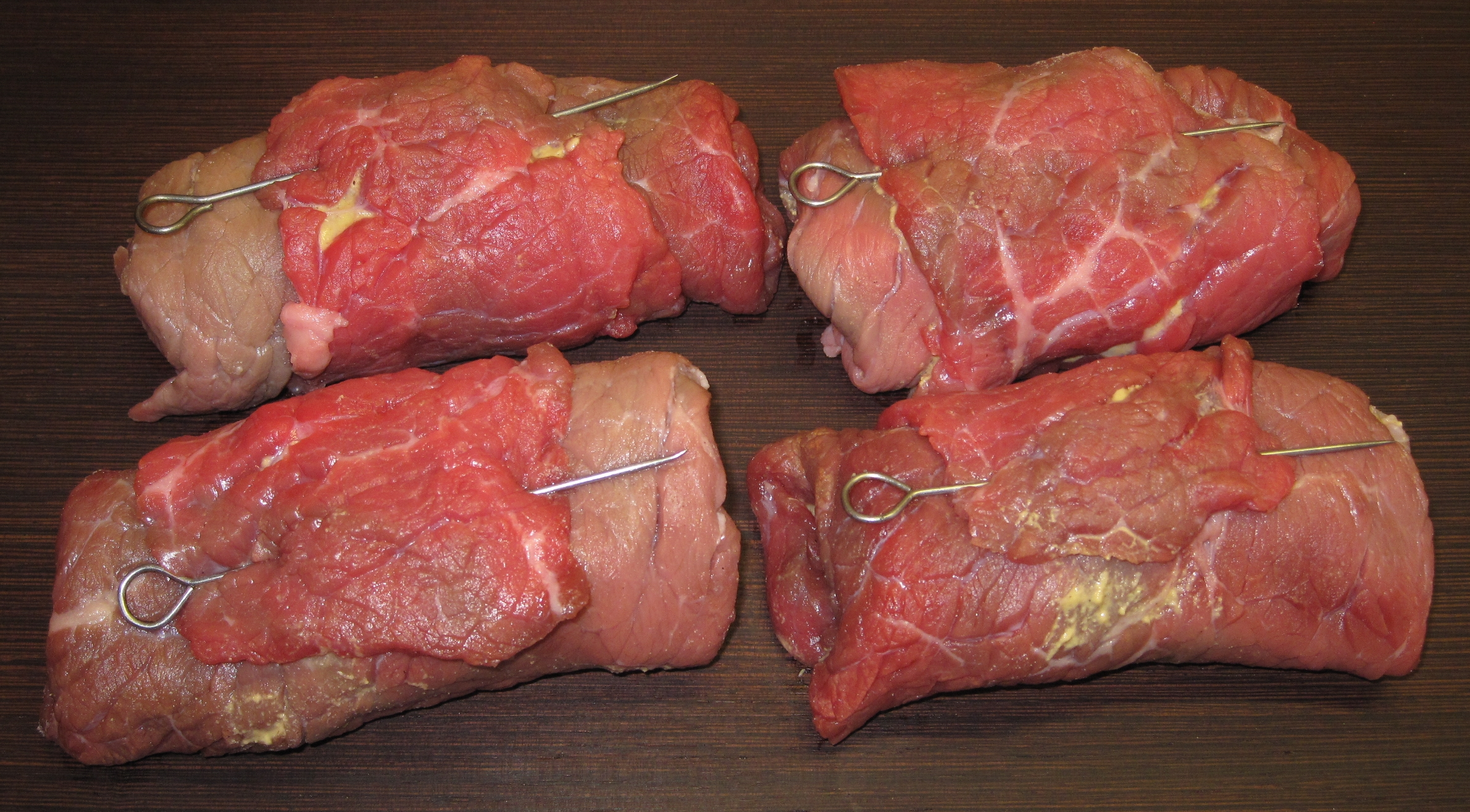
Rouladennadeln in Rinderrouladen vor dem Anbraten.

Eine Rouladennadel ist ein schmales, langgestreckt-rundliches Stechwerkzeug mit einer Spitze und einer Öse am gegenüberliegenden Ende. Sie dient dazu,  Rouladen aus verschiedenen Fleisch- und Kohlsorten in Form zu halten und um zu vermeiden, dass sie sich während des Garens öffnen. In der Form ähneln Rouladennadeln kurzen Schaschlik- oder Fleischspießen aus Metall, sind jedoch nur etwa zehn Zentimeter lang. Die Nadeln werden aus rostfreiem Metall gefertigt, meist aus Draht von etwa 1,4 mm Durchmesser. Die Ösen dienen beim Einstechen und späterem Herausziehen der Nadeln als Griffhilfe; zugleich bilden sie einen Endanschlag beim Einstechen der Nadeln in die Rouladen.
Außerdem werden Rouladennadeln teils als Hilfsmittel beim Bridieren von Fisch und Fleisch, verwendet, um das Lebensmittel nach Formung und/oder Einbringen von Füllungen zu fixieren. Insbesondere die Hals- und Bauchöffnungen von gefülltem Geflügel lassen sich mit den stabilen Nadeln besser als etwa mit Holzspießchen verschließen. Zudem können die Öffnungen durch über Kreuz durch die Ösen der Nadeln gezogenes Küchengarn fest verschnürt werden.